# 中村雄一 (なかよし学園)
中村 雄一（なかむら ゆういち、1978年 - ）は、世界各地に設立したなかよし学園の校長でNPO法人なかよし学園プロジェクト理事長を務める。家庭教師のトライプロ講師。駿台フロンティアJr．講師。中学高校の非常勤講師や、教育委員会主催の特別授業などを行い、教育をテーマにしたテレビ番組への出演や、教育ジャーナリストとして発展途上国および戦後間もない国での教育支援を行う。
中高英語科1種、中学社会高校政治経済1種教員免許を持ち、元通信制高校教諭。教育カウンセラーの資格を持つ。2023年よりICCCメンバーとして英国ウィンザー城での国際会議に出席。2024年には国際連合経済社会理事会、ACUNSNY本部国際イノベーションデイで講演を行う。2025年にもACUNSで講演を行い平和活動を紹介する一方、経済産業省の事業採択を受け「世界とつながる学びプロジェクト」を日本全国の小中高、特別支援学校、フリースクールと行っている。

## 人物
- 東京都に生まれる。中央大学法学部法律学科、早稲田大学教育学部社会科学科（現公共市民学科）、日本大学文理学部英文学科、日本大学経済学部経済学科、慶應義塾大学大学院政策メディア研究科で学ぶ[4]。
- 幼少期市営住宅で貧しい生活を経験した中村は、学校で教師に参考書や問題集をもらい勉強することで大学進学を果たし、教育者としてのキャリアを形成するに至った。自身の体験から教育環境を整えることで子供達の将来が豊かになると信じ、通信制高校教諭として不登校・引きこもり生徒や少年院や鑑別所を出所した生徒を再び社会に復帰させる活動を続けた。また、同様に発展途上国の貧困地域や元少年兵の子供達に授業を行い、社会復帰を促す活動を行っている[5]。
- かつて通信制高校教諭であり、教育カウンセラーの資格を持っている。その頃の経験から不登校やいじめに対して強い関心を持ち、講演会やブログでの啓発活動を行っている。また、国際教育支援NGO代表としてカンボジア、ネパール、ルワンダ、ウガンダ、コンゴ民主共和国で無償授業を行い教育支援を行っている。その際、多くの日本企業や学校とコラボレーションを行い、特にタミヤ模型のミニ四駆を使った少年兵更生授業はユニークな教育手法として、少年兵たちの学ぶ喜びを届けている。[6]
- 「何事も自分の目で見るのが勉強」と2010年頃より日本全国を取材[7]。また2012年からは外国での取材も行っている[7]。
- 現在はNPO法人なかよし学園プロジェクトの理事長として世界各国で教育支援活動を行い、なかよし学園での教育ライブや全国の小中高大学での平和講演会等を広く行っている[8] [9]。また教育ジャーナリストとして日本国内の教育問題に関するメディア出演、テレビドラマ、映画の監修などを行う傍ら、家庭教師、塾・予備校での授業の他、公立私立中高の受験指導、教育委員会主催の受験対策講座講師、大手企業の英語研修授業を担当する。
  - 2012　杉並区立和田中学校夜スペシャル（夜スペ）英語科専任講師（〜2014）
  - 2013　足立区夏期受験対策講座数学科専任講師
  - 2013　杉並区夏期受験対策講座数学科専任講師
  - 2015　北区夢サポート英語科専任講師
  - 2019   慶應大学三田祭で講演会実施
  - 2022   長野県木曽町オンライン英語授業担当講師
  - 2024  東京都不登校生徒児童支援事業国語科社会科担当講師
- 2014年11月の高卒認定試験でSUPER♾️（旧関ジャニ♾️）の横山裕を全科目一発合格に導く[10]
- 2016年度開倫ユネスコ協会主催文芸大賞において、カンボジアプロジェクトを題材にしたエッセイ「太字の中にあった国、カンボジア」が入賞した[11]。
- 2018年12月１日付読売新聞にてなかよし学園平和塾の塾生が全国作文コンクールに入賞し、なかよし学園の活動も紹介される[12]。
- 2019年3月海外でのボランティア活動を「なかよし学園プロジェクト」としてNPO法人化。
- 2021年1月1日にコンゴ民主共和国において「ウイルスとは何か？」を説明し、日本からマスクをプレゼントする「なかよしマスクプロジェクト」を行う。その後４月にはウガンダ、ルワンダでも行い日本人1000人が参加し10000枚以上のマスクをアフリカに届けたプロジェクトとしてNHKを始め毎日新聞、東京新聞など各紙で報道される。2022年1月には政府が廃棄を決定した所謂「アベノマスク」を「思わず付けたくなるマスク」にアレンジして海外での授業に活用するなかよしマスクプロジェクト３を実施[13][14]。
- 2021年5月22日に噴火したコンゴ民主共和国ニーラゴンゴ火山噴火に際し募金活動を実施。200万円規模の義援金を送金し現地では被災2日目から水・食料の支援を行った。
- 2021年8月にコンゴの被災地を訪れた中村は現地で被災者支援活動を行い、火山の被災経験を持ち対策を行なっている鹿児島市、島原市の協力で現地に「なかよし防災学校」を設立した[15]。
- 2023年11月、2024年4月、2025年3月にイギリスWindsor城に招かれた中村は城内に宿泊しなかよし学園の活動を報告。日本人による平和活動モデルとして紹介された。
- 2024年2月には国際連合経済社会理事会が行うDigital Innovation Meetingに参加しスピーチを行った。また4月には国際連合ニューヨーク本部で行われた国際イノベーションデイに招待され公演を行った。さらに6月のACUNS学術会議でも講演を行う[16]など、これまでの活動が世界的な評価を受けた。
- 2025年3月20、21日に行われたアメリカNorthampton大学の平和講演会では「コンゴ民主共和国における産官学民連携による少年兵更生プログラム」について講演を行なった。[17]
- 2025年7月23日にシリア・アレッポ大学で特別授業を行い、日本の戦後80年の平和への取り組みを日本語センターの学生たちに伝えた。[18]

### カンボジアプロジェクト
2013年3月に初めてカンボジアを訪れた際、1cmもないチョークで学ぶ子ども達の姿に衝撃を受けた中村は３ヶ月後５歳になる長女を連れて再びカンボジアを訪問。「遠く離れたカンボジアの友達にお下がりを届けよう！」をテーマに、自身が勤務する予備校の廃棄用チョークや、生徒達が使わなくなった文房具、衣類をカンボジアに届けるプロジェクトを始めた。
その後も2015年、2016年とカンボジアに渡り、小学校や孤児院を中心に応援グッズを届ける傍ら、中村自身は現地の子ども達に英語で算数の授業をしたり、プレゼントした新しいノートで一緒に絵を描いたり、日本から持ってきたサッカーボールで遊ぶなど勉強の応援を続けている。
2019年11月にはカンボジアで地雷除去活動を続けるアキ・ラー（Aki Ra）を日本に招き平和講演会を実施。その後も中村はアキ・ラーが地雷を除去した後に建てた学校で支援活動を行っている。

### ルワンダプロジェクト
カンボジアプロジェクトに続き2017年８月にアフリカのルワンダを訪れた中村は、歯磨きをしたことがないという村の子ども達に200本の歯ブラシをプレゼントし歯の磨き方を教えた。また、50個の石鹸を各世帯にプレゼントし、体を清潔に保つことで病気を防げると予防医学の大切さを教えて回った。さらに小学校では模範授業を行い、実際に立体を工作して算数を教えたり、世界地図を使って地理を教えるなど中村が日本で実践している「わかる楽しさを伝える教育」をルワンダに広げる活動を行なった。この活動が評価されビュンバ市長と面会し、直接お礼を言われる。２回目の訪問となる2018年3月にはコリス株式会社より提供を受けたフエラムネを使い、また2019年3月には株式会社丸俊提供の鰹節を使って理科の実験を行うなど、ルワンダでの教育活動の普及に尽力している。
中村はこのような活動を通じてSNSやブログで現地の状況や歴史を紹介しており、ルワンダ内戦の悲惨さや、それに伴う貧困の状況を日本の人々に伝えている。そしてカンボジア同様、日本で使わなくなった洋服や文房具などを預かり、現地でプレゼントした様子を写真を通して紹介することで、提供者の目に見える形での国際貢献活動を行なっている。
2019年8月ルワンダの小学校で行なったスポーツフェスティバルにルワンダの国民的歌手Mani Martinが感銘を受け、自身の公式サイトで紹介する。
2021年5月コロナ禍でロックダウンが続くルワンダでは外出時のマスク着用が義務化されるが、貧困地域ではマスクを買えない人々が続出していた。中村はウイルスについての知識を伝える授業を行い、日本で集めた布マスク10000枚をウガンダ・ルワンダ両国の人々に手渡した。この活動に在日ルワンダ大使から感謝状が贈られた。

### コンゴ民主共和国プロジェクト
ルワンダプロジェクトに続き2019年８月にアフリカのコンゴ民主共和国（DRC）を訪れた中村は、元少年兵たちの教育施設で授業を行う。この時、タミヤ模型とコラボして将来エンジニアを目指す元少年兵達に模型で初めての車を製作するという授業を行った。２回目の訪問となる2020年3月にはテレビ朝日系列バラエティ番組「アメトーーク 」とコラボし、お笑い芸人の売れ残りグッズを使った授業を行った。
2021年1月感染爆発が懸念されるコンゴ民主共和国北キヴ州ゴマにおいて授業を行い、ウイルスとは何か？どうやって防ぐのか？を少年兵更生施設、孤児院、女性支援施設で説明した。
2022年4月火山被災地の子供達にスポーツ教育を行なった中村。大阪府のバドミントンメーカーコンポジットテクノ社とコラボし、スポーツが難しい溶岩地帯で「空」を使ったバドミントンを行うプロジェクトを実施、被災地の子供達を喜ばせた。また井村屋株式会社の非常食えいようかんを使った防災授業は現地の人々から高い評価を得た。（食品新聞2022年5月11日）再度北キヴ州知事と面会した中村は数年にわたる現地での活動と火山災害における支援活動を評価され、感謝の意を伝えられると共に北キヴ州親善大使に就任した。（スポーツ産業新報2022年5月1日号）

### ウガンダ難民キャンププロジェクト
「感染爆発が懸念される友達を応援する」を掲げて2021年1月から活動を始めた「なかよしマスクプロジェクト」2021年4月にウガンダのルワムワンジャ難民キャンプを訪れた中村は、難民たちにウイルスの対策授業を行い日本で寄付を募った約3000枚のマスクをプレゼントした。

### コンゴ災害支援・防災学校プロジェクト
2021年5月22日に噴火したコンゴ民主共和国ニーラゴンゴ火山災害において、現地スタッフから一報を受けた中村は日本で募金活動を開始。「コンゴ火山被害なかよし募金」として被災後３週間の間約200万円の寄付を集め現地に義援金として送金し、被災者の水と食料、毛布の配布を行った。（繊維ニュース2021年9月7日朝刊）
また、同年８月に現地入りして災害支援活動を行った中村は北キヴ州ゴマに「なかよし防災学校」を設立。同学校の設立にあたっては日本で火山災害の経験を持つ長崎県島原市、雲仙岳災害記念館（がまだすドーム）、鹿児島県鹿児島市、京都大学防災研究所の協力を得て、日本の災害の取り組みを現地で紹介。雲仙岳災害記念館館長の杉本伸一氏は同学校に「普賢岳の災害の体験を共有し、皆さんが安心して暮らせるよう応援します」とのメッセージを送った。
中村はなかよし防災学校校長として島原、鹿児島両市で行っている防災の授業を現地で行った。この取り組みは火山災害対策を行う鹿児島市、島原市でも大きく取り上げられ、南日本新聞、テレビ長崎で報道された。
2022年4月には同校に東日本大震災の教訓を伝え、防災教育を行う「10+1プロジェクト」を実施。日本が2011年の東日本大震災とどのように向き合い乗り越えているのかを、東北被災地福島、宮城、岩手３県の自治体、南三陸町の佐良スタジオから提供を受けた写真を使い展示した。「before, after, and "now"」と題された写真は震災前の日本の姿が一瞬で壊れる様子と、その後10年で再び立ちあがろうとする日本の姿を紹介、火山災害から1年を迎える現地の人々に勇気を与えた。

### 東ティモールなかよし図書館プロジェクト
2024年6月、中村が3年にわたってSDGsスーパーバイザーを務める兵庫県加古川市立両荘みらい学園を中心に日本各地の学校、塾から集めた教科書、絵本を東ティモールへ届けて図書館を設立する、なかよし図書館プロジェクトが始まった。
同プロジェクトは現地の情報やニーズを中村が講演会で生徒たちに伝え、生徒会を中心に「相手が必要としているもの」を考え、国際NGOと共同して活動を行うSDGsプロジェクトとして加古川市教育委員会他、複数の学校、塾等教育機関連携の下行われた。
同年7月中村は東ティモールに渡航し、小学校を始めとする教育機関、シャナナライブラリ、日本語学校等に集めた本を持参し図書館を設立した。現地では教育機関が不足しており、日本からの教材は現地学習者にとって大きな喜びとなった他、プロジェクトに参加した日本人生徒達の国際貢献活動として大きな教育効果を持った。

### 南スーダンプロジェクト
2024年9月に南スーダンNGOのHFOから招待を受け中村はHFOの教育アドバイザーとして南スーダンで活動を行なった。このプロジェクトには国際連合WHO、WFP、UNHCRが関わっており紛争リスクの高い南スーダンにおいて初めて日本人が活動を行なったとして現地で注目を集めた。また、この際に日本の広島の教職員が支援を行うプロジェクトを実施。現地の先生達との交流の機会を創設した。

### シリアプロジェクト
2025年、中村はシリア・アレッポ大学からの公式招待を受け、同大学日本語センターにおいて戦後復興と教育をテーマに授業を行った。これは、戦後80年を迎えた日本の教育的再建経験を共有し、紛争後の地域に希望と学びを届けることを目的としたものである。また同年、シリア東部のデリゾール県では、教育省との連携のもと、平和教育プログラムの導入支援を実施。現地教員との協働により、教育を通じた地域の再生と国際理解の促進を図った。これらの活動は、なかよし学園が長年にわたり紛争影響地域で展開してきた国際教育支援の一環であり、日本と世界を教育でつなぐ試みとして注目された。

## 著書

### 書籍
- 『トライ式 逆転合格!社会 高校入試』ゴマブックス、2008年7月28日。ISBN 978-4-7771-1020-9。
- 『トライ式逆転合格!社会 16日間問題集 高校入試』ゴマブックス、2009年3月26日。ISBN 978-4-7771-1302-6。

### 電子書籍（なかよし学園出版部）
- 『教育論』2010年8月2日。ASIN B000J7WVEW
- なかよし学園ドリル
  - 『なかよし学園英文ドリル』2012年7月6日。
  - 『なかよし学園英文ドリル発展編』2012年10月10日。
  - 『なかよし学園英文ドリル高卒認定編』2014年9月4日。
  - 『なかよし学園日本史ドリル高卒認定編』2014年9月19日。
  - 『なかよし学園英文ドリル高卒認定編part2』2014年9月26日。
- なかよし学園修学旅行シリーズ
  - 『そうだ！マチュピチュへいこう！』2013年1月17日。ASIN B00CX6KKUO
  - 『そうだ！カンボジアへいこう！』2013年12月31日。ASIN B00HOHC4GU
  - 『そうだ！カンボジアへいこう！part2』2014年4月28日。ASIN B08DR9BJRQ
  - 『そうだ！カンボジアへいこう！part3』2015年2月6日。ASIN B00TB6CPYS

## 出演

### TV
- 関ジャニの仕分け∞（2015年1月17日放送、テレビ朝日[29][出典無効]）
- 好きか嫌いか言う時間（2016年11月28日放送、TBS[30]）
- 好きか嫌いか言う時間（2017年４月17日放送、TBS[31]）
- 好きか嫌いか言う時間（2017年６月５日放送、TBS[32]）
- あいつ今何してる?（2020年７月29日放送、テレビ朝日[33]）
- 巷の噺（2021年３月10日放送、テレビ東京[34]）
- 二月の勝者（2021年秋ドラマ、日本テレビ）授業監修[35]
- テレビ長崎ニュース（2021年10月20日放送、テレビ長崎[24]）
- アメトーーク（2022年11月24日放送、テレビ朝日[36]）
- ウラマヨ（2023年1月28日放送、関西テレビ[37]）